# Wolken (Raymond Perridon)
Wolken is een artistiek kunstwerk in Amsterdam-Zuidoost.
Het werk van Raymond Perridon (Den Bosch, 1943) bestaat uit een drietal palen waarop een aantal tweedimensionale wolken elkaar kruisen. Het geheel staat op een betonnen fundering in een vijver, in het park Bijlmerweide, nabij de laagbouwwijk Kantershof. Een fontein maakte deel uit van de installatie, maar de kosten van de werking daarvan waren te hoog. 
Perridon was ten tijde van plaatsing betrokken bij de BBK (Beroepsvereniging van Beeldende Kunstenaars) die zich bemoeiden met het aankoopbeleid op kunstgebied van de gemeente Amsterdam. Perridon is voornamelijk bekend van schilderijen.

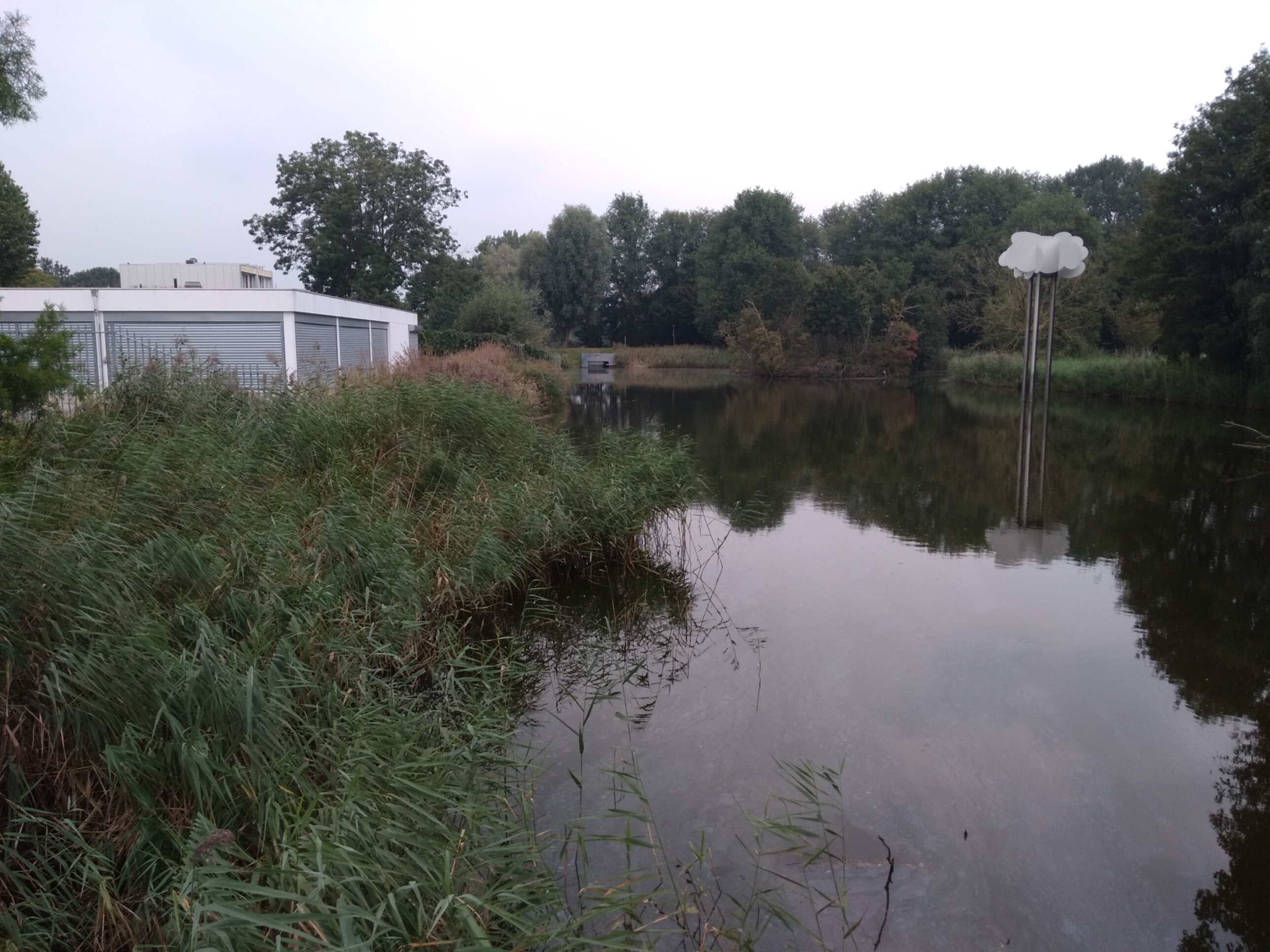
Wolken in haar omgeving (september 2021)